# Autorité de sûreté nucléaire et de radioprotection (Finlande)
Pour les autres articles nationaux ou selon les autres juridictions, voir autorité de sûreté nucléaire (homonymie).
L'Autorité de sûreté nucléaire et de radioprotection (en finnois Säteilyturvakeskus (STUK), en anglais Radiation and Nuclear Safety Authority, en suédois Strålsäkerhetscentralen) est une agence gouvernementale fondée en 1958 et chargée de la sécurité nucléaire, de la radioprotection et du contrôle des radiations en Finlande.

## Présentation
Elle dépend du ministère finlandais des Affaires sociales et de la Santé et emploie environ 360 personnes.
Son directeur actuel est Petteri Tiippana.
C'est aussi un organisme de recherche et d’enseignement en ce qui concerne la nature et les effets des radiations.
Elle coopère avec l'Union européenne et les pays voisins ainsi qu'avec l'Agence internationale de l'énergie atomique (AIEA) et la Commission internationale de protection radiologique (CIPR).

## Mission
La mission de STUK est de protéger la population, la société, l'environnement et les générations futures des effets nocifs des radiations; cette mission est notamment déclinée dans les domaines suivants:
- Réglementation et surveillance de l'utilisation de l'énergie nucléaire (réacteurs nucléaires, déchets, etc.) ;
- Surveillance environnementale ;
- Réglementation et surveillance des radiations non ionisantes (par exemple téléphonie mobile) ;
- Réglementation et utilisation des sources radioactives (secteur médical, industries, etc.) ;
- Préparation aux situations d'urgence (en cas d'incident nucléaire ou autre) y compris information au public ;
- Recherche relative aux radiations (effets biologiques, prévention et protection, moyens de mesure, etc.).